# Eumir Deodato

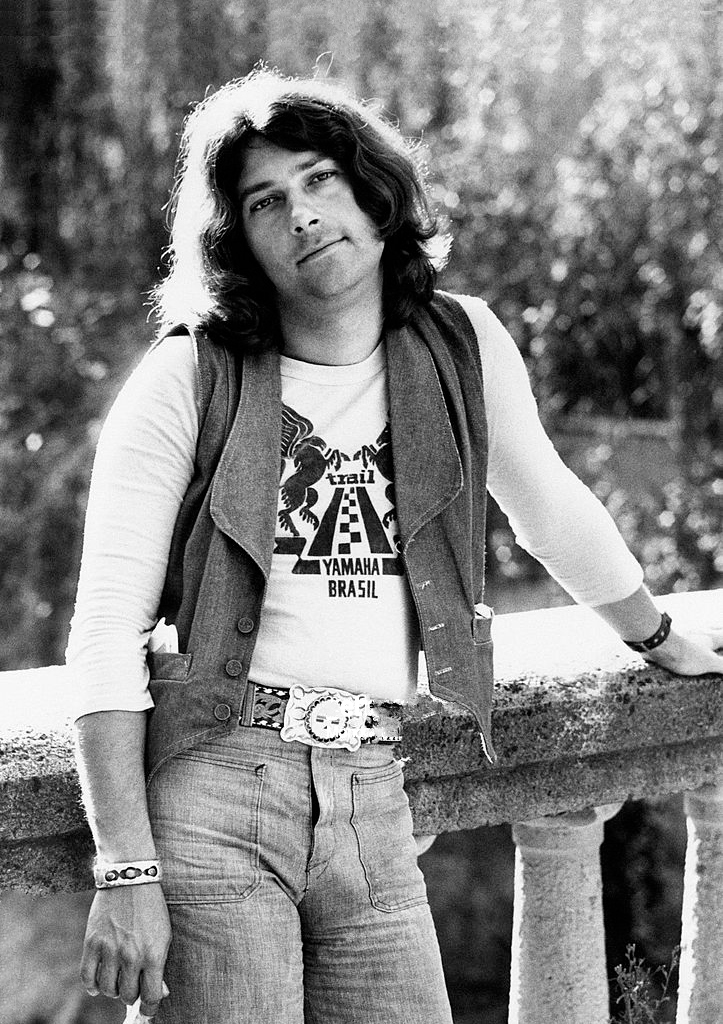
Eumir Deodato de Almeida (1970)

Eumir Deodato de Almeida (Aussprache [ẽʊ̃ˈmiχ djoˈdatu]) (* 22. Juni 1943 in Rio de Janeiro) ist ein brasilianischer Jazzpianist, Arrangeur, Komponist und weltweit einflussreicher Produzent.
Deodato hat mehr als 500 Alben für Künstler produziert und arrangiert wie Frank Sinatra, Roberta Flack, Björk, Christophe oder Kool and the Gang, darunter die Hits Celebration, Ladies’ Night und Too Hot. Er wurde für drei Grammy Awards nominiert und gewann 1974 den Grammy Award für die beste Pop Instrumental Performance für Also sprach Zarathustra nach Richard Strauss.
Seine Enkelin Hailey Baldwin ist mit Justin Bieber verheiratet.

## Ausbildung
Der musikalische Autodidakt absolvierte neben seiner akademischen Ausbildung ein eineinhalbjähriges Berklee-Fernstudium für Arrangement und machte eine für einen Jazzmusiker atypische Karriere. Er arbeitet bereits Mitte der 1960er Jahre intensiv als Pianist und Arrangeur in Rio de Janeiros Bossa-Nova-Szene. Einige LPs (z. B. Os Catedraticos) mit stark perkussivem und Orgelschwerpunkt analog zu Aufnahmen von Jimmy Smith entstanden 1964/165. Deodato war zu jener Zeit bereits ein etablierter Musiker in der äußerst produktiven Musikszene Rios und hatte bei zahlreichen Aufnahmen mitgewirkt. Der von ihm komponierte Song Spirit of Summer gewann den ersten Preis beim Song Festival von Rio de Janeiro im Jahr 1967. Nach seiner Emigration in die Vereinigten Staaten 1967 auf Vermittlung des Gitarristen Luiz Bonfá macht er sich nach Anfängen als Werbejinglekomponist, Arrangeur, Studiomusiker und Komponist zu Beginn der 1970er Jahre einen Namen als Jazz- und Funkmusiker. In dieser Zeit arbeitete er unter anderem mit Walter Wanderley, Milton Nascimento, Antônio Carlos Jobim, Marcos Valle und João Donato zusammen.

## CTI Records
Die folgende ständige Zusammenarbeit mit dem US-amerikanischen Produzenten Creed Taylor, dem Gründer von CTI Records, früher bei Verve, A&M und Impulse!, brachte Deodatos Karriere schließlich entscheidend voran. Er erhielt die Einladung Taylors, für Wes Montgomerys Down Here on the Ground (1968) zu arrangieren. Deodato zögerte zwar, doch akzeptierte er letztlich für drei Stücke. Bei diesen Aufnahmen spielte auch Herbie Hancock mit, später ein Pionier der Fusion, einer Stilmischung von Funk, Jazz und Rock.
So entstanden Meilensteine der populären US-amerikanischen Musik, etwa Sinatra & Company (1971), das zweite Album von Frank Sinatra mit Songs von Antônio Carlos Jobim, außerdem entstanden Einspielungen mit Musikern wie Astrud Gilberto, Stanley Turrentine, Roberta Flack und Aretha Franklin.
1973 wirkte Deodato am CTI All Star Concert in der Hollywood Bowl mit. Im selben Jahr entstand auch das brasilianische Album Os Catedraticos 73 mit der ersten Version von Skyscrapers. Die beginnende Popularität von Fusionplatten in den Vereinigten Staaten ermöglichte Deodato die Verwirklichung seiner eigenen musikalischen Ideen in größerem Umfang.

## Durchbruch
Sein Debütalbum in den Vereinigten Staaten, Prelude (eingespielt mit Größen wie Billy Cobham am Schlagzeug und Ron Carter am Bass sowie dem jungen John Tropea an der Gitarre), bescherte ihm 1973 den internationalen Durchbruch. Die eigenwillige Mischung aus Klassik und Big Band, Jazz und Rock überschritt die Grenze zwischen E-Musik und U-Musik. Vor allem seine Funk-Version von Also sprach Zarathustra wurde in England und den Vereinigten Staaten ein Erfolg, brachte ihm einen Grammy und weitere Auszeichnungen ein und machte das Hauptthema aus der gleichnamigen Richard-Strauss-Komposition einem jüngeren, der klassischen Musik eher fernen Publikum bekannt. In einem Interview sagte Deodato, Also sprach Zarathustra sei ein weitgehend unvorbereiteter, spontaner Take gewesen. 1979 wurde das Stück in Hal Ashbys Film „Being There“ (deutscher Titel Willkommen Mr. Chance) als Filmmusik verwendet.
Die kurze Zeit später aufgenommene Nachfolge-LP Deodato 2 (1973) vereinigte ähnliche Crossover- und Fusionsounds, neben Eigenkompositionen wiederum bekannte Werke der E-Musik, etwa Rhapsody in Blue von George Gershwin oder die Pavane von Maurice Ravel. Dem Album blieb kommerzieller Erfolg versagt, wobei auch verkaufs- und vertriebspolitische Entscheidungen des CTI-Labels eine Rolle spielten. Dies ruinierte die Beziehung zwischen Deodato und seinem Produzenten Creed Taylor und er verließ CTI. Diese und auch die folgenden LPs bei MCA und Warner Bros. werden heute vielfach wesentlich positiver beurteilt als zur Zeit ihres Erscheinens. Ab 1975 versuchte sich Deodato auch immer wieder im Discogenre, so gelangen ihm bis Mitte der 1980er Jahre regelmäßig Einträge in den amerikanischen Disco- und Dance-Charts. Caravan (1975), Whistle Bump (1978) und S.O.S., Fire in the Sky (1984) schafften den Sprung in die Top 10.

## Weitere Entwicklung
Deodato beteiligte sich immer wieder an unkonventionellen Projekten, wie etwa 1976 an Aufnahmen mit dem Sänger Massimo Ranieri, bei denen unter anderem Stücke von Albinoni, Schubert, Chopin, Rodrigo adaptiert wurden.
Des Weiteren komponierte Deodato seit den 1960er-Jahren einige Filmmusiken (u. a. The Girl from Ipanema, The Gentle Rain, The Adventurers, The Black Pearl) und spielte diese zum Teil auch selber ein, zuletzt im brasilianischen Film Bossa Nova (2000). In den 1980er und 1990er Jahren machte sich Deodato vor allem einen Namen als Produzent und Arrangeur von Kool & The Gang und Björk.
2010 erschien mit The Crossing sein erstes Studioalbum unter eigenem Namen seit 1989.

## Aktuell
1997 wurden die beiden Alben Prelude und Deodato 2 in neu gemasterter Qualität unter dem Titel CTI Master Series als CD neu veröffentlicht. Eine neue Version von Also sprach Zarathustra lieferte die deutsche Band Mardi Gras.bb unter Mitwirkung Deodatos im Jahr 2000.
Seit 2001 ist Deodato wieder als Livemusiker zu hören. Jüngere Aufnahmen unter seiner Mitwirkung stammen von Künstlern wie Carlinhos Brown, Ithamara Koorax, Lisa Ono, k.d. lang und Milton Nascimento.

## Diskografie
Alben
- 1964/65: Inutil Paisagem, Ataque, Impulso, Samba Nova, Tremendão, O som dos Catedraticos
- 1972: Percepção
- 1973: Prelude
- 1973: Os Catedraticos 73
- 1973: Deodato 2
- 1974: 2001 Space Concert im Madison Square Garden in New York mit Airto Moreira
- 1974: In Concert mit Airto Moreira
- 1974: Whirlwinds
- 1974: Artistry
- 1975: First Cuckoo
- 1976: Very Together
- 1976: Meditazione
- 1977: Concierto de Aranjuez
- 1978: Love Island
- 1979: Knights of Fantasy
- 1980: Night Cruiser
- 1982: Happy Hour
- 1984: Motion
- 1989: Somewhere Out There
- 2002: Summer Samba
- 2007: Eumir Deodato Trio – Ao vivo no Rio
- 2010: Eumir Deodato – The Crossing

Produktionen
- 1987: Brenda K. Starr – I Still Believe